# Miranda Cicognani
Pour les articles homonymes, voir Cicognani.
Miranda Cicognani, née le 12 septembre 1936 à Forlì et morte le 28 janvier 2025, est une gymnaste artistique italienne. 
Elle est la première sportive italienne à assurer le rôle de porte-drapeau olympique lors de la cérémonie d'ouverture des Jeux olympiques d'été de 1952 à Helsinki.
Elle participe à trois éditions des Jeux olympiques (1952, 1956 et 1960), et est sacrée championne d'Italie à cinq reprises (1956, 1957, 1958, 1960 et 1962).